# Carahatas
El pueblo de Carahatas está ubicado al noroeste de Sagua La Grande, Provincia de Villa Clara, Cuba.

## Historia
Históricamente es el sitio conocido de más antigüedad en la región gracias a los relatos existentes de la expedición realizada en 1512 por Don Pánfilo de Narváez y Fray Bartolomé de las Casas. 
Algunos historiadores han ubicado este antiguo asentamiento prehistórico en otros puntos de la costa norte cubana, pero desde aquellos tiempos de la conquista, "Carahatas" ha sido el nombre de este interesante pueblo de pescadores de la Región Sagua la Grande (El Sabaneque indígena), en la antigua provincia de Las Villas en el centro de Cuba. Sus pobladores siempre han hablado del viejo palafito indio.

## Etimología
Carahates era la fonética que identificaban en voz de los habitantes aborígenes, y el propio Padre Las Casas rebautizó al sitio como "Cazaharta" debido a que estos hospitalarios indígenas los atendieron con abundante caza entre las que se incluyó más de 10 000 papagayos cubanos.